# Басанка (приток Трубежа)
Басанка или Сага (укр. Басанка, Сага) — левый приток реки Трубеж, протекающий по Нежинскому району (Черниговская область).

## География
Длина — 21 км. Площадь бассейна — 148 км². Русло реки (отметки уреза воды) в верхнем течении (село Старая Басань) находится на высоте 115,2 м над уровнем моря.
Русло на протяжении почти всей длины выпрямлено в канал (канализировано), в нижнем течении шириной 8 м и глубиной 1,6 м. На реке есть пруды.
Река берёт начало на северной окраине Ярославки. Река течёт на юг. Впадает в реку Трубеж (на 84-м км от её устья) северо-восточнее села Светильня на административной границе Черниговской и Киевской областей.
Пойма занята заболоченными участками с луговой растительностью, лесами.

## Населённые пункты
Населённые пункты на реке (от истока к устью):
1. Ярославка
2. Старая Басань